# Katharina của Bohemia
Katharina của Bohemia hay Katharina của Luxemburg (tiếng Séc: Kateřina Lucemburská, tiếng Đức: Katharina von Böhmen; 19 tháng 8 năm 1342 – 26 tháng 4 năm 1395) là phu nhân của Brandenburg, và là con gái thứ hai của Hoàng đế La Mã thần thánh Karl IV và Blanche của Valois, con gái vua Philip VI nước Pháp.
Katharina sinh ngày 19 tháng 8 năm 1342, là con thứ ba và là con gái thứ hai của Karl IV, Hoàng đế La Mã thần thánh, và người vợ đầu tiên của ông, Blanche xứ Valois. Vào ngày 13 tháng 7 năm 1356, Catherine kết hôn với Rudolf IV, Công tước Áo. Cuộc hôn nhân này là một cuộc hôn nhân chính trị và được cha cô sắp xếp để làm hòa với Áo. Rudolph mất sau chín năm kết hôn mà không có con.
Vào ngày 19 tháng 3 năm 1366, Katharina kết hôn với Otto V, Công tước xứ Bavaria.